# Ford Capri
|  | Denne artikel omhandler den oprindelige Capri fremstillet 1968-1986. For den elektriske bil, se Ford Capri EV |
Ford Capri er en coupé bygget af Ford of Europe, designet af Philip T. Clark, som også var involveret i designet af Ford Mustang. Bilen var baseret på mekaniske komponenter fra Fords Cortina Mk II og var tænkt som den europæiske ækvivalent til Ford Mustang. Capri blev meget succesfuld for Ford, der solgte næsten 1,9 millioner enheder i modellens levetid.
Capri blev gennem hele modellens produktionstid udstyret med en lang række forskellige motorer, herunder Fords V6-motorer "Essex" og "Köln/Cologne" (i Storbritannien og Kontinentaleuropa respektive) for og for de billigere modeller med Ford Kent-motor (en række-4'er) og Fords V4, der blev anvendt i de mindre Taunus-modeller. Selvom Capri ikke officielt blev udskiftet, anses anden generation af Ford Probe fra 1994 som afløseren for Capri på det europæiske marked.
I udviklingsfasen havde modellen navnet Colt, men Ford kunne ikke bruge navnet, da japanske Mitsubishi ejede (og ejer) varemærket Colt. Ford valgte i stedet navnet Capri, navnet på den italienske ø ud for Napoli. Det var anden gang Ford brugte navnet, den tidligere model var Ford Consul Capri, ofte bare kendt som Capri på samme måde som Ford Consul Cortina og Ford Consul Classic brugte sjældent "Consul" i daglig tale.
Ford markedsførte bilen som "Ford Capri – The Car You Always Promised Yourself".

## Historie

### Ford Capri Mk I (1969–1974)
Produktionen af Capri begyndte i november 1968  på Fords Halewood-fabrik i Storbritannien og den 16. december 1968 på Fords fabrik i Köln i Vesttyskland. Modellen blev præsenteret første gang i januar 1969 på Bruxelles Motor Show og bilen blev sat til salg  i Europa den følgende måned. Fords ønskede med den nye model i Europa at gentage den succes, som Ford havde haft med den nordamerikanske Ford Mustang. Mustangs succes som ponycar (en prisbillig, kompakt, stylet coupé/cabriolet med et "sporty" og kraftfuldt image).) Capri var mekanisk baseret på Cortina og bygget i Europa på Halewood fabrikken i Storbritannien, på fabrikken i Genk i Belgien og på de vesttyske fabrikker i Saarlouis og i Köln. 
Ford ønskede, at Capri skulle være opnåelig for et bredt publikum, og bilen blev derfor leveret med forskellige motorvarianter. Den kontinentaleuropæiske model brugte Ford Taunus' V4-motor i 1,3, 1,5 og 1,7 L udgaver, mens de britiske versioner blev drevet af Ford Kent række-4 i 1,3 og 1,6 L udgaver. Ford Essex V4-motor 2.0 L (britisk) og Cologne V6 2.0 L (tysk bygget) indgik i de dyreste modeller. Sidst på året blev der tilføjet nye sportsversioner: 2300 GT i Tyskland med en dobbelt karburator med 125 hk, og i september 1969 3000 GT i Storbritannien med Essex V6 med 138 hk.
Modellen genbrugte flere elementer fra Ford Cortina Mk2. MacPherson-ophæng blev benyttet foran i kombination med tandstangsstyring, der blev hentet fra Ford Escort, der bl.a. havde en ratstamme, der kollapsede ved kollision (i stedet for at gennembore chaufføren).
Anmeldelserne af bilen var overvejende positive.
Efter introduktionen i Europa blev Capri sat til salg på det australske marked i maj 1969 og i april 1970 i Nordamerika og i Sydafrika. Bilen kunne i Sydafrika købes i en 5 liters V8-udgave. Modellerne solgt i Nordamerika blev ikke solgt under Ford-mærket og blev markedsført som "the sexy European". I Japan blev modellen solgt i en GT udgave med 1,6 og 2,0 liters motorer. 
I september 1971 blev varianten Capri RS2600 tilføjet programmet med en ny 2637 cc V6-motor med 150 hk. Modellen blev benyttet som basis for en motorsportsmodel, der blev benyttet i European Touring Car Championship. Bilen nåede 0-100 km/t på 7,7 sekunder. Racerversionen vandt kørernes titel med Dieter Glemser i 1971 European Touring Car Championship og med Jochen Mass i 1972.
En yderligere særmodel, Capri Vista Orange Special, blev sat til salg i november 1971 i en "limited edition". Modellen blev fremstillet i blot 1.200 eksemplarer.
- 1969 Ford Capri GT 2.0 bagfra
- 1969 Ford Capri GT 2.0 indvendig
- Hans Heyer i 1973 med en Capri på Nürburgring

#### Mk I facelift
Capri var en stor kommerciel succes med ca. 400.000 solgte biler de to første år. Modellen fik et facelift i slutingen af 1971 med mere komfortabel ophæng, større baglygter og nye sæder. Kent-motorerne blev udskiftet med Fords Pinto-motor. 3000GT, der hidtil kun var solgt i Storbritannien, blev også indtroduceret i Kontinentaleuropa
Capri opnåede i 1973 sit bedste salg i modellens levetid med 233.000 solgte biler. Capri nr. 1 million blev fremstillet den 29. august.
- 1973 Ford Capri
- 1974 Ford Capri 3000 GXL
- 1974 Ford Capri RS 3100
- 1973 Mercury Capri 2600 (USA spec)

### Ford Capri Mk II – 'Capri II' (1974–1978)
Efter at have solgt 1,2 mio. Capri'er introducerede Ford den 25. februar 1974 en ny udgave af Capri, Mk II. Ford ønskede at gøre bilen mere egnet til daglig brug, og den nye model havde derfor kortere front, større kabine, og i stedet for traditionelt baggagerum som en sedan blev Mk II konstrueret som en hatchback. Capri blev således den første hatchback produceret af Ford efter at europæiske forbrugere i stigende grad havde efterspurgt denne type siden i midten af 1960'erne. For en bil i midt-70'erne var Capri II en driftssikker og velkonstrueret bil. Capri II blev solgt med tyske række-4 motorer med 1,3 liter (55 hk), 1,6 liter (72 hk), 1,6 liter GT (88 hk) eller 2,0 liter (99 hk) og med britisk V6-motorer på 2,3 liter V6 (108 hk) eller 3,0 liter (140 hk). Gearkasserne var firtrins manuelt gear eller tretrins automatgear (bortset fra 1,3 liter udgaven). Automatgearet var populært blandt køberne af Ghia-udgaverne, og blev fra 1976 standard på Ghia-modellerne.
Capri II var mekanisk uændret i forhold til Mk I, men havde større kabine, større skivebremser foran,  et mere moderne instrumentbræt og mindre rat. Mk II fastholdt de store rektangulære forlygter. En særlig John Player Special "limited edition" (kendt som JPS) blev introduceret i marts 1975 med guldfarvede fælge og bemaling som JPS' formel 1-biler. 
I oktober 1976 blev produktionen af Capri på Fords fabrik i Halewood indstillet og Capri blev herefter alene fremstillet på den tyske fabrik i Köln. Produktionen af en særlig nordamerikansk Capri blev indstillet i 1977; det blev i 1977 solgt 513.500 amerikanske Capri'er.
- Bagende af Capri II, der var den første hatchback fra Ford
- Capri II med de store rektangulære Hella H4 forlygter

### Ford Capri Mk III (1978–1986)
Capri Mk III kom på markedet i marts 1978 og var i realiteten blot et større facelift af Mk II. Modellens front mindede om Escort RS2000 med fire forlygter og hækspoiler og var i sit design præget af Fords europæiske chefdesigner Uwe Bahnsen. Herudover havde Mk III forbedret aerodynamiske egenskaber, ydeevne og økonomi i forhold til Mk II, ligesom bilen blev designet til et mere agressivt udtryk.
Salget af Ford Capri var i slutningen af 1970'erne nedadgående i Kontinentaleuropa, men bilen var stadig populær i Storbritannien, hvor den havde kult.ligende status. I modsætning til den samtidige firdørs Cortina var køberne af Capri primært til private, der stillede færre krav til rabatter end flådeejerne, hvilket gav mulighed for højere margener. 
Salget af Capri var dog faldende i begynelsen af 1980'erne også i Storbritannien. Ford introducerede tillige løbende sportslige udgaver af deres familiebiler Fiesta XR2, Escort XR3/XR3i og Sierra XR4i og disse sportsmodeller tog yderligere marked fra Capri. Flere af konkurrenterne opgav markedet for sportscoupéer, herunder British Leyland, der stoppede produktionen af MG B i 1980, ligesom  Vauxhalls MK1 Cavalier Coupé fra 1978 udgik, da MK2 Cavalier blev introduceret i 1981. Renault indstillede salget af Fuego coupe i 1986. Capri fastholdt dog sin popularitet blandt biltyve i Storbritannien, idet modellen var en af de mest stjålne i 1980'ene og begyndelsen af 1990'erne.
Den 30. november 1984 blev produktionen af Capri til Kontinentaleuropa indstillet, og der blev herefter alene fremstillet Capri mod højrestyring til det britiske marked. Capri blev ikke afløst af en ny model, da Ford havde tilstrækkelig succes med kraftfulde udgaver af Fiesta til kunder, der tidligere havde fundet Capri attraktiv. Sidste produktionsår for Capri var 1986 og der blev i alt fremstillet 1.886.647 Capri'er, da produktionen blev indstillet i december.
- Bagende af Mk III
- 1985 Ford Capri 2.8i
- 1999 Capri 2,8
- 1987 Capri 2,8

## Udenfor Europa
Ford solgte tysk producerede Capri i USA fra 1970 til 1978. De amerikanske udgaver af modellen havde en række designforskelle. Forlygterne bestod af fire runde lygter og blinklys monteret i grillen på de amerikanske modeller af Mk I og Mk II. Af hensyn til amerikanske lovkrav var kofangerne større end på de europæiske modeller. 
Mk I solgte fint i USA ved introduktionen, men salget dalede efter nogle år bl.a. på grund af en forholdsvis høj pris.  Salget af Capri i Nordamerika ophørte i 1978.
Efter ophøret af importen af Capri solgte Ford Mercury-forhandlere en re-designet model af Mustang under navnet Capri. 
Ford i Australien samlede Capri for det australske marked på Fords samlefabrik i Homebush ved Sydney fra marts 1969 til november 1972. Capri blev oprindelig solgt i Australien med 1,6 liter motor, men fra 1970 tillige i en 3,0 liter V6-udgave.
Capri blev også samlet i Sydafrika i årene 1970-72 i en udgave tilsvarende den britiske variant af bilen.